# Флеминг, Ричард Юджин
Ричард Юджин Флеминг (англ. Richard Eugene Fleming) — военный лётчик, морской пехотинец США, получивший Медаль Почёта за героизм во Второй мировой войне во время битвы за Мидуэй.

## Биография
Ричард Флеминг родился в Сент-Поле, штат Миннесота, 2 ноября 1917 года. Учился в Военной академии Сент-Томаса и окончил ее классом 1935 года. На последнем курсе он был избран старшим офицером-студентом. Из Сент-Томаса он поступил в университет Миннесоты. Он получил степень бакалавра гуманитарных наук в 1939 году. Вскоре после окончания учебы он был зачислен в резерв морской пехоты и подал заявку на летную подготовку. Он был отправлен на военно-морскую авиабазу в Пенсаколе, штат Флорида, для обучения, которое закончил с лучшим результатом в своём классе в 1940 году. В апреле 1942 года его повысили до первого лейтенанта, а через месяц — до капитана.
Первым местом службы капитана Флеминга стала военно-морская база в Сан-Диего, штат Калифорния. Через десять дней после начала Второй мировой войны он вылетел из Перл-Харбора на остров Мидуэй. Он сражался в битве за Мидуэй в качестве летного офицера 241-й эскадрильи морских разведчиков. Когда командир эскадрильи Лофтон Хендерсон был сбит во время первоначальной атаки на японский авианосец, Флеминг принял командование отрядом. На следующий день, 5 июня 1942 года, капитан Флеминг возглавил вторую часть своей эскадрильи в массированной бомбардировке с пикирования на «Микума». Оставив остаток своего строя, он вышел на опасно малую высоту в 400 футов (120 м), подставив себя под вражеский огонь, чтобы поразить корабль. Не испугавшись рокового планирования, во время которого его самолет был поражен и поджог, он мрачно продолжил атаку до высоты пятисот футов (152,4 м), выпустил бомбу, немного задев цель, затем его горящий самолёт рухнул в море.

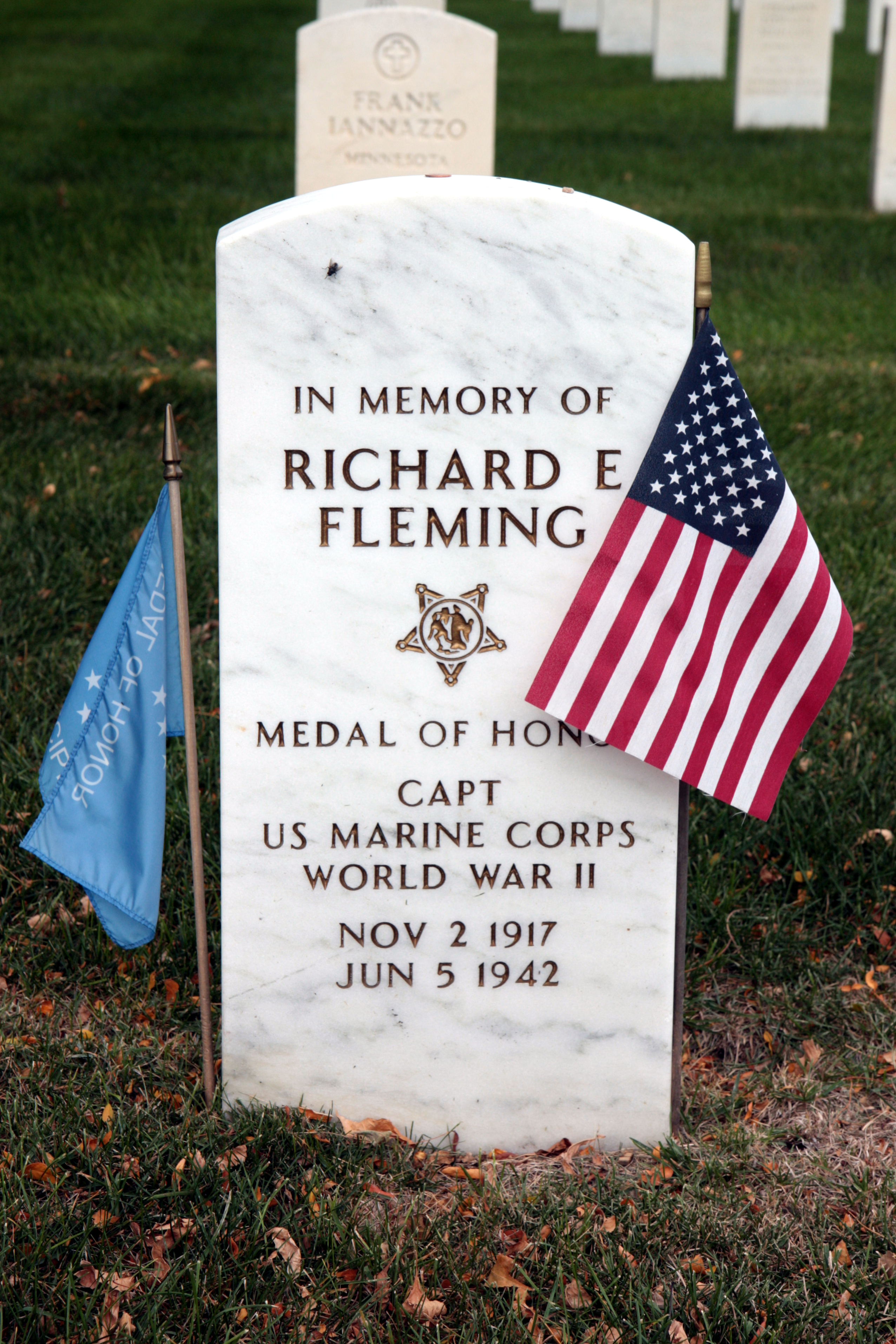
Надгробие капитана Флеминга.

За «исключительный героизм и демонстративную отвагу, выходящую за рамки служебного долга», капитан Флеминг был посмертно награжден высшей военной наградой страны — Медалью Почёта.